# Sanidinietfacies
| Metamorfe facies |                      |                      |              |             |             |
| Metamorfe facies |                      |                      |              |             |             |
| 16 kbar          | blauwschist          | blauwschist          | eclogiet     | eclogiet    | eclogiet    |
| 12 kbar          | blauwschist          | blauwschist          | eclogiet     | eclogiet    | eclogiet    |
| 8 kbar           |                      | groenschist          | amfiboliet   | amfiboliet  | granuliet   |
| 6 kbar           | prehniet-pumpellyiet | prehniet-pumpellyiet | amfiboliet   | amfiboliet  | granuliet   |
| 4 kbar           | zeoliet              | alb-epi hfels        | hbl hornfels | px hornfels | sanidiniet  |
|                  | 200 °C               | 400 °C               | 600 °C       | 800 °C      | 1000 °C     |
| druk             | temperatuur          | temperatuur          | temperatuur  | temperatuur | temperatuur |

De sanidiniet-facies is een zeer zeldzame metamorfe facies van extreem hoge temperatuur en toch lage druk, die meestal niet bereikt wordt. Onder bepaalde contactmetamorfe omstandigheden kan deze facies toch bereikt worden en dan wordt er door de hoge temperatuur en partiële smelt glas gevormd. De naamgever van de facies is het karakteristieke mineraal sanidien.
De sanidiniet-facies wordt in metamorfe pelieten en carbonaten gekarakteriseerd door de mineraalassemblages:

## Mineraalassemblages

### Metapelieten
- cordieriet + mulliet + sanidien + tridymiet (vaak omgezet in kwarts) + glas

### Carbonaten
- wollastoniet + anorthiet + diopsiet
- monticelliet + meliliet ± calciet, diopsiet (ook tilleyiet, spurriet, merwiniet, larniet en andere zeldzame Ca- of Ca-Mg silicaten)